# The BMJ
The BMJ, początkowo British Medical Journal – brytyjskie naukowe czasopismo medyczne, wydawane od 1840 (do 1988 pod nazwą „British Medical Journal”). Wydawane przez BMJ Group będące własnością Brytyjskiego Stowarzyszenia Medycznego (ang. British Medical Association, BMA). Redaktorem naczelnym czasopisma od 2022 jest Kamran Abbasi.
Główna zawartość czasopisma to medycyna oparta na dowodach. Publikowane są tu badania kliniczne oraz nowości ze świata medycyny.

## Edycje czasopisma
- General Practice edition dla lekarzy rodzinnych
- Clinical Research dla lekarzy pracujących w szpitalach
- International edition dla zagranicznych odbiorców
- Compact Edition dla emerytowanych członków BMA